# Adiantopsis perfasciculata
Adiantopsis perfasciculata là một loài thực vật có mạch trong họ Adiantaceae. Loài này được Sehnem miêu tả khoa học đầu tiên năm 1961.